# Passa Tempo
Passa Tempo est une municipalité brésilienne de l'État du Minas Gerais et la microrégion d'Oliveira.